# Ulipristalacetaat
Ulipristalacetaat  is een hormonaal geneesmiddel dat behoort tot de therapeutische klasse van selectieve progesteronreceptormodulatoren (SPRM).
De stof is opgenomen in de lijst van essentiële geneesmiddelen van de WHO.

## Werking
Dit medicijn heeft twee bekende toepassingen: 
1. het is een nood-anticonceptiepil oftewel een "morning-afterpil" die tot 120 uur na onbeschermde seksuele gemeenschap kan gebruikt worden. Het is een alternatief voor de morning-afterpil met levonorgestrel. Het wordt verkocht onder de merknaam ellaOne of ella (in de Verenigde Staten) als witte tabletten met 30 mg actieve stof. Het werd ontwikkeld door het Franse bedrijf HRA Pharma en is in de Europese Unie toegelaten sedert 15 mei 2009.[1] Ulipristalacetaat bindt zich selectief aan de progesteron-receptor. Het voornaamste effect is remming of uitstel van de ovulatie. Uit klinisch onderzoek is gebleken dat de werkzaamheid van ulipristalacetaat vergelijkbaar is met die van levonorgestrel.[1]
2. Het is ook toegelaten voor de preoperatieve behandeling van matige tot ernstige symptomen van de goedaardige tumor vleesboom bij vrouwen in de vruchtbare leeftijd.[2] Voor deze toepassing wordt het verkocht onder de merknaam Esmya in tabletten met 5 mg actieve stof. Esmya is een merknaam van Preglem, een afdeling van Gedeon Richter.[3] Esmya is sedert 23 februari 2012 toegelaten in de Europese Unie, en Fibristal in Canada.[4] Voor Esmya is nog geen ATC-code bekend.

## Contra-indicaties
Het mag niet gebruikt worden tijdens een zwangerschap of indien een zwangerschap wordt vermoed.

## Bijwerkingen
De meest voorkomende bijwerkingen zijn hoofdpijn, misselijkheid, buikpijn en dysmenorroe.
In februari 2018 waarschuwde het Europese Geneesmiddelenbewakingscomité PRAC van EMA voor ernstige leverschade. Opgeroepen werd geen nieuwe Esmya-gebruikers toe te laten en de oude gebruikers goed te controleren. Op 6 augustus 2018 werd dit probleem verder besproken.

## Chemisch
De molecuul van ulipristalacetaat heeft vijf chirale centra, maar enkel het stereo-isomeer dat hiernaast is afgebeeld wordt gebruikt als actieve stof.